# Smirnoff

Smirnoff é uma marca de vodca criada por Piotr Arsenieyevich Smirnov em Moscovo, Rússia. Pertence atualmente ao conglomerado britânico Diageo. Smirnoff, tem o nome de "Смирновская Водка" (transliterado Smirnovskaya Vodka). Pertence à Diageo desde 2006.

## História

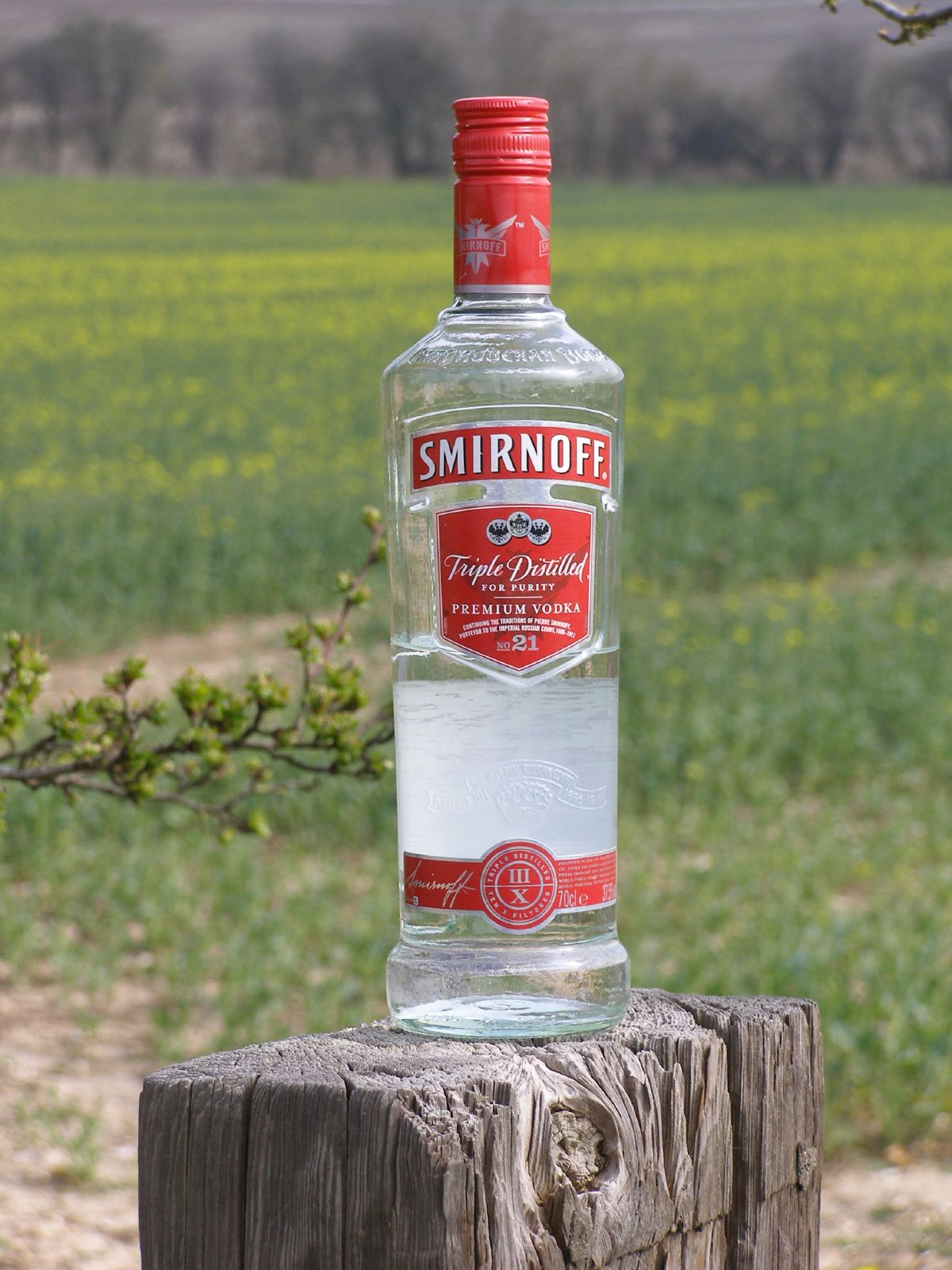
Uma garrafa de Smirnoff

Piotr Smirnov fundou sua primeira destilaria de vodca em Moscovo na década de 1860, sob o nome PA Smirnoff. Ele morreu em 1898, e foi sucedido por Vladimir Smirnov. A companhia prosperou, produzindo mais de 4 milhões de engradados de vodca por ano. 

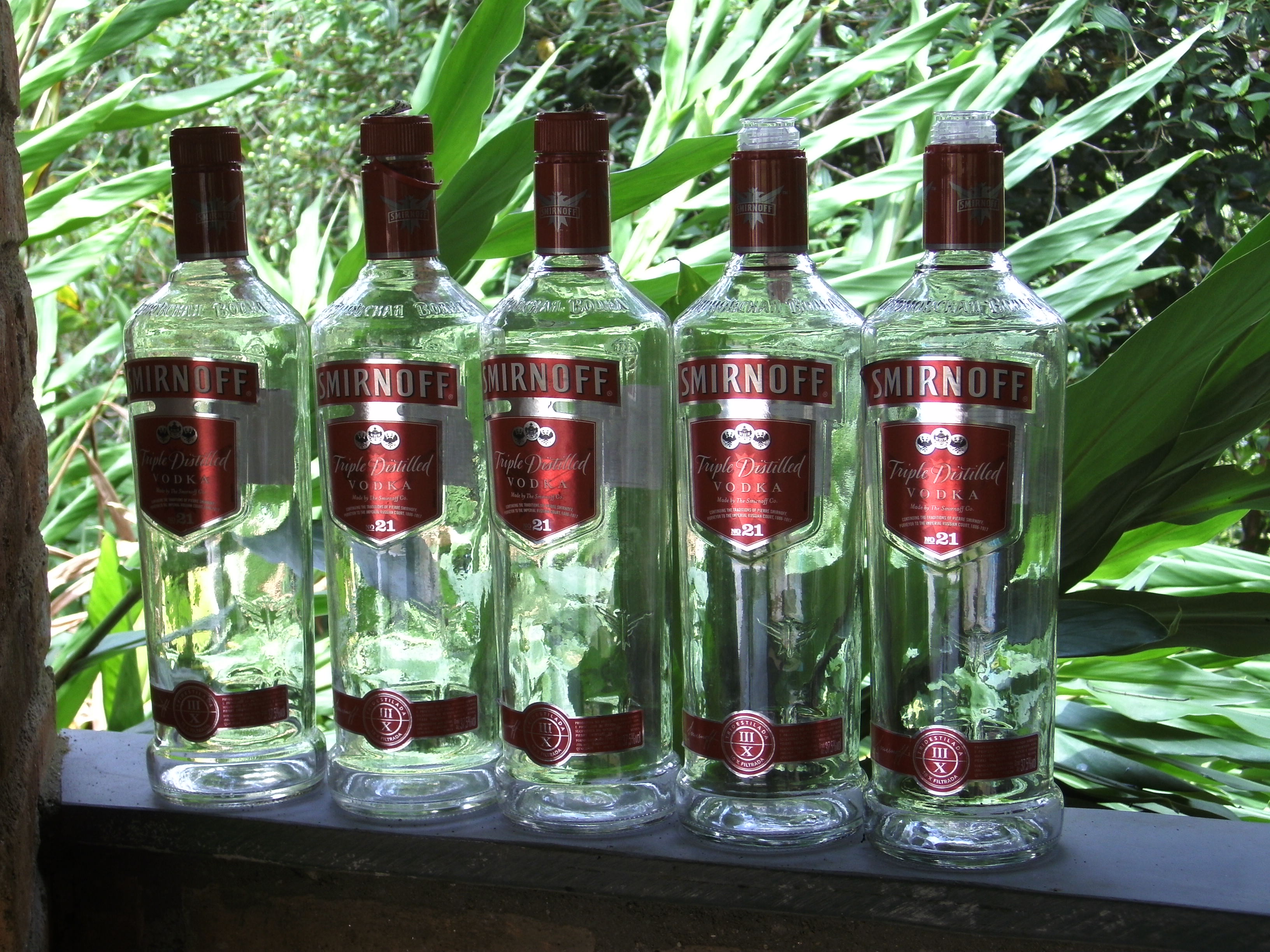
Algumas garrafas de Smirnoff produzidas no Brasil.

Durante a Revolução de Outubro, a destilaria foi confiscada e a família teve de fugir. Vladimir Smirnov restabeleceu a fábrica em Istambul em 1920. Quatro anos depois ele se mudou para Lviv, Ucrânia, e começou a vender a vodca sob a pronúncia francesa do nome, "Smirnoff". O novo produto foi um sucesso, e já no final da década de 1930 era exportado para a maioria dos países europeus. Uma filial foi aberta em Paris em 1925. Hoje é produzida em 19 países.
Graças ao surgimento de cocktails de vodca e bem sucedidas campanhas publicitárias, a popularidade da Smirnoff aumentou consideravelmente.